# 二宮さよ子
二宮 さよ子（にのみや さよこ、本名同じ、1948年6月23日 - ）は、日本の女優、舞踊家。身長162cm、体重55kg。静岡県熱海市生まれ。

## 人物・来歴
静岡県立三島北高等学校卒業。
趣味は三味線。実家はとんかつ屋。
1967年に高校を卒業すると、同年に文学座付属演劇研究所へ入所。杉村春子の部屋子として、身の回りの世話をしながら女優としての心得を叩き込まれる。
1973年から座員に昇格し、1990年、退団。
1973年に萩原健一主演の『化石の森』でスクリーンデビューしており、『吉原炎上』共々ヌードによる大胆な演技で話題となった。
はっきりした美貌と口跡で、気丈な女性役を得意とし、アメリカのテレビ映画の主人公ワンダーウーマン役のアテレコなどもこなした。
テレビドラマでは時代劇に多く出演。
日本舞踊、三味線、小唄などをこなし、着物を着こなせる女優として名前が挙がることもある。

## 出演

### テレビドラマ
NHK
- 新・平家物語（1972年）
- 銀河テレビ小説
  - 恋とコーヒー（1974年） - 丹野アンナ
  - 家族日記（1979年） - 悦子
- 新・半七捕物帳（1998年）
- 鎌倉河岸捕物控（2010年） - お末（松前屋内儀）

日本テレビ
- 香港からの手紙（1973年）
- 白い牙 第7話「父子仁義・有光洋介」（1974年） - 友田君子
- 太陽にほえろ!
  - 第151話「刑事の妻」（1975年） - 小野幸子
  - 第540話「北の女」（1983年） - 永井雪子
- 桃太郎侍（NTV / 東映） 第216話「大荒れすずめの里帰り！」（1980年） - 春若太夫
- あんちゃん 第20話「宇佐木温泉子育て地蔵」（1983年） - 沢田光子（寿々丸）
- 新・松平右近 第20話「怪談すすり泣く古井戸」（1983年） - 雪江 / 花江 二役
- 気分は名探偵 第6話「愛されすぎた男」（1984年） - 狭島優子
- 火曜サスペンス劇場
  - フルムーン旅情ミステリー 第1作（1989年） - 竹西夏美
  - 小京都ミステリー 第10作（1993年） - 野中彩子

TBS
- 大岡越前（C.A.L）
  - 第4部 第16話「父と娘」（1975年1月20日） - お市
  - 第9部 第7話「人は謎の女」（1985年12月9日） - お加代
  - 第13部 第23話「凶賊は義母の仲間」（1993年4月19日） - おせい
- 水戸黄門（C.A.L）
  - 第15部 第25話「友を救った男の真実 -小浜-」（1985年7月15日） - おひさ
  - 第21部 第23話「母の秘密は卍の入れ墨 -敦賀-」（1992年9月7日） - おりん
  - 第31部 第3話「清水湊の大勝負! -江尻-」（2003年10月28日） - おせい
  - 第37部 第19話「耐えて忍んだ嫁いびり -山形-」（2007年8月13日） - お梶
- 二百三高地 愛は死にますか（1981年） - 昭憲皇太后
- TBS大型時代劇スペシャル
  - 太閤記（1987年） - 妻木煕子
  - 徳川家康（1988年） - 十国屋紅雪
  - 織田信長（1989年） - 各務野
  - 武田信玄（1991年） - 大蔵
  - 平清盛（1992年） - 待賢門院
  - 大忠臣蔵（1994年） - 戸田局
- 夜明けの刑事 第77話「ひき逃げされた高校生のナゾ!!」（1976年7月14日、大映テレビ） - てるこ
- 課長サンの厄年（1993年） - 野口昌子
- 江戸を斬るVIII（1994年） - お蘭
- 幼稚園ゲーム（2001年） - 村上萌子
- 月曜ドラマスペシャル→月曜ミステリー劇場
  - 万引きGメン・二階堂雪 第2作（1998年） - 峰岸彩子
  - 名探偵キャサリン 第10作（2001年） - 伊吹みさと（込山孝江）
  - 早乙女千春の添乗報告書 第12作（2002年） - 小田切早苗
  - カードGメン・小早川茜 第4作（2002年） - 藤沢翔子（設楽光江）

フジテレビ
- ライオン奥様劇場 / 慟哭の花（1971年）
- 大久保彦左衛門（1973年）
- お耳役秘帳 第13話「危機一髪」（1976年） - 山太夫
- 柳生一族の陰謀 第25話「禁じられた殺意」（1979年） - みね
- 江戸の激斗（1979年） - おえん
- 新・座頭市Ⅲ 第19話「静かなくらし」（1979年） - おすが
- 大空港 第56話「爆走刑事登場 東京大スキャンダル」（1979年） - 上条れい子
- 銭形平次
  - 第694話「狙われた八五郎」（1979年） - おせい
  - 第750話「再会」（1981年） - おいち
- 騎馬奉行 第9話「過去を消した女」（1979年）
- 新・江戸の旋風 第21話「肝っ玉もんの恋」（1980年） - もん
- 時代劇スペシャル / 
  - 怪傑黒頭巾（1981年） - おゆう
  - 御用船炎上（1982年） - お夕
- 片岡鶴太郎の金田一耕助シリーズ（男と女のミステリー・金曜エンタテイメント）
  - 獄門島（1990年） - 鬼頭志保（お志保）
  - 悪魔の手毬唄（1993年） - おいと（「井筒」の女将）
  - 犬神家の一族（1994年） - 犬神竹子
  - 悪魔が来りて笛を吹く（1996年） - 三島こま
  - 女王蜂（1998年） - 速水蔦代
- 雲霧仁左衛門（1991年） - 七化けのお千代
- 乾いて候（1993年） - 妙桂院
- 鬼平犯科帳 第5シリーズ 第13話「駿州・宇津谷峠」（1994年） - お茂  ※中村吉右衛門版
- 金曜エンタテイメント / 女優 夏木みどりシリーズ 第5作（1993年） - 羽田洋子

NET → テレビ朝日
- 荒野の素浪人 第2シリーズ（1974年）
  - 第3話「狼の挽歌」
  - 第14話「白狼の牙」 - お秋
- 遠山の金さん 第1シリーズ（1975年 - 1977年） - 芸者・秀駒
- 必殺シリーズ（ABC）
  - 必殺必中仕事屋稼業 第20話「負けて勝負」（1975年） - お照
  - 必殺仕置屋稼業 第5話「一筆啓上幽鬼が見えた」（1975年） - 菊次
  - 新・必殺仕置人 第1話「問答無用」（1977年） - お兼
  - 必殺仕舞人 最終話「深川節唄って三途の川渡れ -江戸-」（1981年） - 聖妙尼
  - 必殺仕事人III 最終話「淋しいのは主水だけじゃなかった」（1983年） - おすみ
  - 必殺仕事人V 第15話「主水、いじめられっ子になる」（1985年） - 八重
  - 必殺仕事人V・風雲竜虎編 第6話「替え玉お見合い騒動」（1987年） - 堀田浪江
  - 必殺剣劇人（1987年） - お歌
  - 必殺スペシャル・新春 せんりつ誘拐される、主水どうする? 江戸政界の黒幕と対決!純金のカラクリ座敷（1992年） - お涼 役
- 特捜最前線
  - 第6話「私の愛の墓標」（1977年）
  - 第55話「アリバイ・駈けこんで来た女!」（1978年）
- 破れ奉行 第37話「梅の一八三三の女」（1977年） - 駒勇
- 土曜ワイド劇場
  - 京都殺人案内
    - 第1作（1979年） - 小川麻衣子
    - 第9作（1984年） - 北原とし

  - 西村京太郎トラベルミステリー
    - 第8作（1986年） - 唐沢夏
    - 第23作（1993年） - 林田ひろ子

  - 密会の宿 第3作（1987年） - 久本尚美
  - 女弁護士 朝吹里矢子 第9作（1987年） - 春日三千代
  - 駅弁探偵殺人事件 第2作（1995年）
  - 復讐相続の女（2000年） - 海原静
- 江戸の牙 第25話「瓦版 醜聞を追え!」（1980年）
- 非情のライセンス 第3シリーズ 第18話「兇悪の眼・キャリアウーマン殺人事件」（1980年） - 高沢美奈
- 警視庁殺人課 第12話「料亭殺人事件 銃口に散った女」（1981年）
- 柳生あばれ旅 第20話「壺振り女の恨み節 -四日市-」（1981年） - おはん
- 赤かぶ検事奮戦記
  - 赤かぶ検事奮戦記II 第8話「雪の夜の鬼殺し」（1982年） - 赤木小夜子
  - 赤かぶ検事奮戦記III 第14話「羊水に浮かぶ億万長者」（1983年）
- 遠山の金さん（高橋英樹版）
  - 第1シリーズ 第68話 「夜霧の復讐! 傷だらけの母（1983年） - おせい
  - 遠山の金さんII 第25話 「嘘でもいいから愛していたい!」（1986年） - お篠
- 草壁署迷宮課おみやさん（1985年） - 悠子ママ
- 傑作時代劇 「へそまがり新左 嫁姑、婿とり合戦」（1987年）
- はぐれ刑事純情派
  - 第1シリーズ 第5話「記憶を消された女」（1988年） - 武藤公子警視
  - 第2シリーズ（1989年）
    - 第1話「安浦刑事ハワイに出張す! 初恋の女の完全犯罪」
    - 第18話「殉職刑事の息子」

  - 第3シリーズ（1990年）
    - 第8話「囮捜査!? 受刑者の愛人」
    - 第16話「必死の逃亡者・子供を捨てた女」

  - 第4シリーズ（1991年）
    - 第16話「レイプ未遂! 正当防衛で捕まった女」
    - 第27話「安浦刑事ドイツに出張す 東京-ベルリン贋作名画殺人ルート」
- 名奉行 遠山の金さん
  - 第2シリーズ 第8話「恋女房が危ない! べに花の秘密」（1989年） - 信子
  - 第3シリーズ 第17話「消えた殺人者、美人の仇討!」（1990年） - 鈴木みき
  - 第5シリーズ 第10話「牢獄に放火する女」（1993年） - おりん
  - 第7シリーズ 第19話「貞女の鑑?謎の殺しの裏の裏」（1996年） - おふさ
- 暴れん坊将軍シリーズ
  - 暴れん坊将軍IV 第66話「めおと三味線 上州しぐれ!」（1992年） - おえん
  - 暴れん坊将軍VIII 第3話「居酒屋の女の告白」（1997年） - おえん
- 新・三匹が斬る! 第10話「首一つ、賭けてみちのく影武者哀歌」（1992年） - 小りん
- 家政婦は見た!（1997年） ‐ 広田深美
- 科捜研の女 第14シリーズ 第3話（2014年） - 田宮佐智

テレビ東京
- 大江戸捜査網 第588話「華魁秘録 吉原百人斬り」（1983年） - 浦里
- 家康が最も恐れた男 真田幸村（1998年） - 高台院
- 女と愛とミステリー「最後に愛を見たのは」（2001年4月1日、テレビ東京） - 笠井理枝
- 水曜ミステリー9 / 不倫調査員・片山由美 第8作（2006年） - 石川芳子

### 映画
- 化石の森（1973年） - 井沢英子
- 阿寒に果つ（1975年） - 時任蘭子
- 日本の首領シリーズ
  - やくざ戦争 日本の首領（1977年） - 佐倉（一宮）登志子
  - 日本の首領 野望篇（1977年） - 一宮登志子
  - 日本の首領 完結篇（1978年） - 一宮登志子
- トラック野郎・熱風5000キロ（1979年） - 立城はる恵
- お母さんのつうしんぼ（1980年） - 有波先生
- 悪霊島（1981年） - 広島の御寮人
- 積木くずし（1983年） - よしこ
- 陽暉楼（1983年） - 胡遊
- 日本海大海戦 海ゆかば（1983年） - 千加
- 花いちもんめ（1985年） - 鷹野光恵
- 吉原炎上（1987年） - 九重
- 将軍家光の乱心 激突（1989年） - お万の方
- 女帝 春日局（1990年） - ナレーション
- 民暴の帝王（1993年） - 逢坂しのぶ
- 極道の妻たち 赤い殺意（1999年） - 根元まり子
- 修羅の群れ（2000年）
- 難波金融伝・ミナミの帝王（2001年）
- シベリア超特急 第1作（2001年） - 片岡双葉
- UDON（2006年） - 馬淵嘉代
- 狙った恋の落とし方。（2008年） - ※中国映画

### バラエティー番組
- 平成 古寺巡礼
- 小西博之と二宮さよ子の特選一番街

ほか多数

### ラジオ番組
- FMシアター（NHK-FM）
  - 「嘘と真実」 - 栗本輝美
  - 「成田屋おまつ」 - まつ
- クリス松村の音楽処方箋（NHKラジオ第1放送）

### OVA
- アニメ ハチ公物語（ナレーション）

### 吹き替え
- 空飛ぶ鉄腕美女ワンダーウーマン（1976年 - 1977年）
- 明日に向って撃て!（キャサリン・ロス）
- 太陽がいっぱい（マリー・ラフォレ）※日本テレビ版
- オルカ（シャーロット・ランプリング）
- ミス・ケイトの冒険 「昼下がりのレディたち」（ディー・ウォレス）
- 父のクリスマス（ゲイル・ストリックランド）
- わが父を巡る航海（ジェーン・アッシャー）
- レベッカへの鍵（シーズン・ヒューブリー）
- 華麗なる女実業家"仕掛けられた罠"（ステファニー・ビーチャム）
- シャーロック・ホームズの冒険 NHK
- アボンリーへの道「大女優がやってきた」 NHK

### 舞台
- 怪談 牡丹燈籠